# Гобо (Падова)
Гобо (итал. Gobbo) је насеље у Италији у округу Падова, региону Венето.
Према процени из 2011. у насељу је живело 59 становника. Насеље се налази на надморској висини од 2 м.